# Limnoria stephenseni
Limnoria stephenseni là một loài chân đều trong họ Limnoriidae. Loài này được Menzies miêu tả khoa học năm 1957.